# Priscilla Braislin
Priscilla Harris Braislin Merrick (juillet 1838 - 15 décembre 1888) est la première femme professeur de mathématiques au Vassar College.

## Jeunesse
Priscilla Harris Braislin naît en juillet 1838 à Burlington (New Jersey). Elle est l'aînée des six enfants d'un père catholique et d'une mère quaker, mais comme cinq de ses frères et sœur, elle devient chrétienne baptiste.

## Carrière
En 1865, Braislin est engagée par le Vassar College, une université privée de New-York pour filles, pour enseigner les mathématiques au sein du département de mathématiques, physique et chimie. Lorsque le responsable du département, Charles Farrar, quitte son poste en 1874, elle devient la présidente du nouveau département de mathématiques. En 1875, elle est nommée professeur de mathématiques avec un salaire de 1 800 USD par an, la première femme professeur de Vassar et l'une des premières des États-Unis, après Susan Jane Cunningham au Swarthmore College en 1871.
Comme le voulait l'époque, elle doit démissionner en 1887 après avoir épousé Timothy Merrick, un riche homme d'affaires de Holyoke (Massachusetts). Elle meurt l'année suivante d'une maladie du cœur, le 18 décembre 1888.
Deux des sœurs de Braislin, Alice G. Braislin et Mary Braislin Cooke, fondent l'école pour fille Priscilla Braislin en 1889 à Bordentown (New Jersey).